# International Social Survey Programme

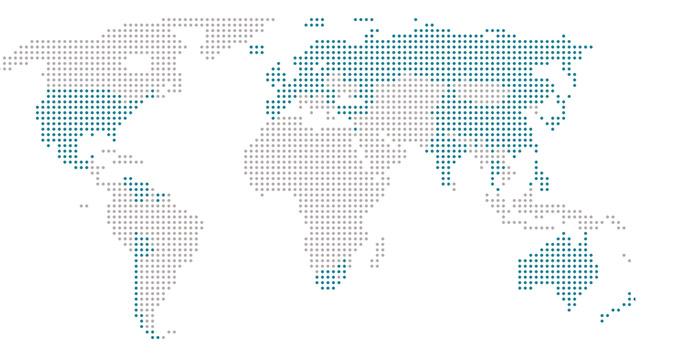
International Social Survey Programme Members (2016)

El International Social Survey Programme (o Programa Internacional de Encuestas Sociales) es un programa internacional de encuestas estadísticas fundado en 1984. En el 2012, 49 países participaron en este programa.

## Historia
El ISSP fue fundado en 1984 por organizaciones de investigación de cuatro países: 
- Zentrum für Umfragen, Methoden, und Analysen (ZUMA), Mannheim, Alemania. now GESIS - Leibniz Institute for the Social Sciences
- Centro Nacional de Investigación de la Opinión (NORC), Universidad de Chicago, Chicago, Illinois, Estados Unidos.
- Social and Community Planning Research (SCPR), London, Reino Unido, ahora National Centre for Social Research, NatCen
- Research School of Social Sciences (RSSS), Australian National University, ahora School of Demography Canberra, Australia.

Cuatro Encuestas Sociales diferentes incluyeron un módulo común cada año: 
- The British Social Attitudes Survey (BSA) en el Reino Unido
- El General Social Survey (GSS) en los EE. UU.
- El ALLBUS o Encuesta Social General Alemana (GGSS) en Alemania y
- Las encuestas de la Escuela de Investigación en Ciencias Sociales en Australia

Desde entonces, instituciones de ciencias sociales de 58 países diferentes han incluido un suplemento de 15 minutos en sus encuestas nacionales.  Los miembros del ISSP son institucionales y por país. Uno o más institutos de un país pueden cooperar en la investigación del ISSP (cf. Francia y España). El módulo común estudiado por las instituciones miembro también contiene un extenso núcleo común de varibales de fondo. Los módulos se centran en un tema específico cada año y se planificó que se repitieran más o menos cada cinco a diez años. Cuando se trata de la elección de temas por parte de los investigadores, se tiene en cuenta la relevancia del área de ciencias sociales en el año de la encuesta. Dado esto, el ISSP proporciona conjuntos de datos tanto para los estudios transversales como para el análisis de series temporales.

## Organización
El ISSP es una organización autofinanciada con un énfasis en la toma de decisiones democráticas establecidas en sus principios de trabajo. Para cumplir este principio, ha creado varios grupos y comités. Estos grupos consisten de organizaciones miembros como un todo o incluyen a algunos científicos sociales en particular: 
- La secretaría del ISSP (2015-2018): GESIS-Leibniz Instituto de Ciencias Sociales, Alemania
- El archivo ISSP (colaboración entre España y Alemania)
- Grupos de investigación en metodología
- Los subgrupos del ISSP creados en el seno del ISSP
- Grupos de redacción de los módulos
- El Comité Permanente del ISSP

La mayoría de los miembros de estos grupos son elegidos democráticamente en la Asamblea General. Estas reuniones de delegados de todos los Estados miembros del ISSP se celebran en mayo o junio en diferentes lugares de todo el mundo. Las Asambleas Generales también tienen la función de discutir los módulos, que deben ser completados el mismo año o comenzados y estudiados el próximo.. El ISSP también da importancia a la forma en que las organizaciones miembros implementan sus encuestas.

## Temas
Cada año la encuesta se centra en un tema en particular.
| Año  | Módulo                                      |
| ---- | ------------------------------------------- |
| 1985 | El Rol del Gobierno I                       |
| 1986 | Redes sociales y sistemas de apoyo I        |
| 1987 | Desigualdad social I                        |
| 1988 | Familia y Cambios en los Roles de Género I  |
| 1989 | Orientación hacia el trabajo I              |
| 1990 | El Rol del Gobierno II                      |
| 1991 | Religión I                                  |
| 1992 | Desigualdad social II                       |
| 1993 | Medio ambiente I                            |
| 1994 | Familia y Cambios en los Roles de Género II |
| 1995 | La Identidad Nacional I                     |
| 1996 | El Rol del Gobierno III                     |

|      |                                              |
| 1997 | Orientación hacia el trabajo II              |
| 1998 | Religión II                                  |
| 1999 | Desigualdad social III                       |
| 2000 | Medio ambiente II                            |
| 2001 | Redes sociales y sistemas de apoyo III       |
| 2002 | Familia y Cambios en los Roles de Género III |
| 2003 | La Identidad Nacional II                     |
| 2004 | Ciudadanía                                   |
| 2005 | Orientación hacia el trabajo III             |
| 2006 | El Rol del Gobierno IV                       |
| 2007 | Deporte y Tiempo Libre I                     |
| 2008 | Religión III                                 |
| 2009 | Desigualdad social IV                        |

|      |                                                       |
| 2010 | Medio ambiente III                                    |
| 2011 | Salud I                                               |
| 2012 | Familia y Cambios en los Roles de Género IV           |
| 2013 | La Identidad Nacional III                             |
| 2014 | Ciudadanía II                                         |
| 2015 | Orientación hacia el trabajo IV                       |
| 2016 | El Rol del Gobierno V                                 |
| 2017 | Redes sociales y sistemas de apoyo IV (en desarrollo) |
| 2018 | Religión IV (en desarrollo)                           |
| 2019 | Desigualdad social V (planeado)                       |
| 2020 | Medio ambiente IV (planeado)                          |